# طبقه‌بندی خاک
خاک‌ها بر اساس اندازه قطر ذراتشان طبقه‌بندی می‌شوند و به دو دسته درشت‌دانه و ریزدانه تقسیم می‌شوند.
انواع خاک در این نوع طبقه‌بندی عبارت‌اند از:
۱-شن
۲-ماسه
۳-لای
۴-رس
که شن و ماسه خاک‌های درشت دانه و لای و رس ریزدانه نامیده می‌شوند.